# Реактивы Нормана
Реактивы Нормана (винилмагнийгалогениды или алкен-1-илмагнийгалогениды) — магнийорганические соединения, в которых магний непосредственно связан с винильным радикалом. 
Общая формула реактивов Нормана (РН): CR2R3=CR1-Mg-X, где:
- R1, R2, R3 — углеводородные радикалы;
- X — галоген.

Наиболее распространённым РН является винилмагнийбромид: CH2=CH-MgBr.
Синтезируют РН в среде тетрагидрофурана реакцией магния с винилхлоридом или винилбромидом:
{\displaystyle {\mathsf {CH_{2}\!\!=\!\!CH\!\!-\!\!Cl+Mg\ {\xrightarrow[{THF}]{40-50\ ^{o}C}}\ CH_{2}\!\!=\!\!CH\!\!-\!\!MgCl}}}
Реактивы Нормана широко используются в практике органического синтеза для винилирования карбонильных соединений, например:
{\displaystyle {\mathsf {CH_{2}\!\!=\!\!CH\!\!-\!\!MgBr+RCHO\rightarrow CH_{2}\!\!=\!\!CH\!\!-\!\!CH(R)OMgBr\ {\xrightarrow {H^{+}}}CH_{2}\!\!=\!\!CH\!\!-\!\!CH(R)OH}}}